# Đảng ủy Khối các cơ quan Trung ương (Việt Nam)
Đảng uỷ Khối các cơ quan Trung ương hay còn gọi là Ban Chấp hành Đảng bộ Khối các cơ quan Trung ương là cấp ủy trực thuộc Ban Chấp hành Trung ương Đảng Cộng sản Việt Nam chịu sự lãnh đạo, chỉ đạo trực tiếp và thường xuyên của Bộ Chính trị, Ban Bí thư. Đây cơ quan lãnh đạo cao nhất của Đảng bộ Khối các cơ quan Trung ương giữa hai nhiệm kỳ Đại hội, có chức năng lãnh đạo, kiểm tra, giám sát các tổ chức cơ sở đảng trực thuộc phát huy vai trò hạt nhân chính trị, lãnh đạo cán bộ đảng viên và cán bộ, công chức, viên chức, người lao động chấp hành Cương lĩnh chính trị, Điều lệ, nghị quyết, chỉ thị của Đảng, chính sách, pháp luật của Nhà nước, nghị quyết của cấp ủy cấp trên, của Đảng ủy, bảo đảm hoàn thành tốt nhiệm vụ chính trị của Ngành, của cơ quan đơn vị. Xây dựng Đảng bộ trong sạch vững mạnh gắn với xây dựng chính quyền và các đoàn thể trong Khối các cơ quan Trung ương vững mạnh.

## Lịch sử
Năm 2007, Bộ Chính trị Ban Chấp hành Trung ương Đảng Cộng sản Việt Nam quyết định thành lập Đảng bộ Khối các cơ quan Trung ương trên cơ sở tổ chức lại 7 đảng bộ khối trực thuộc Trung ương và Ban Cán sự Đảng Ngoài nước, bao gồm tổ chức đảng trong các cơ quan Trung ương của Đảng, Nhà nước, Mặt trận Tổ quốc và các đoàn thể, tổ chức xã hội ở cả trong và ngoài nước.
Từ 92 tổ chức đảng trực thuộc Đảng ủy Khối đến năm 2010 còn 60 tổ chức đảng trực thuộc, trong đó có 34 đảng bộ cấp trên cơ sở, 26 đảng bộ cơ sở.
Đến 6/2020, Đảng ủy Khối có 34 đảng bộ cấp trên cơ sở, 563 đảng bộ cơ sở, 533 chi bộ cơ sở, 101 đảng bộ bộ phận, 5.437 chi bộ trực thuộc đảng ủy.

## Chức năng
Tại Quy định số 64-QĐ/TW ngày 20 tháng 2 năm 2003 của Ban Chấp hành Trung ương về chức năng, nhiệm vụ và tổ chức bộ máy của Đảng uỷ khối cơ quan Trung ương, Ban Bí thư đã quy định chức năng, nhiệm vụ và tổ chức bộ máy của Đảng uỷ khối cơ quan Trung ương như sau: Đảng uỷ khối cơ quan Trung ương là cấp uỷ cấp trên trực tiếp của các đảng bộ, chi bộ trong các cơ quan Trung ương (thuộc khối), đặt dưới sự lãnh đạo của Ban Chấp hành Trung ương mà trực tiếp, thường xuyên là Bộ Chính trị, Ban Bí thư; có chức năng lãnh đạo các tổ chức cơ sở đảng trong các cơ quan Trung ương (thuộc khối) phát huy vai trò hạt nhân chính trị lãnh đạo cán bộ, đảng viên và công nhân viên trong cơ quan, đơn vị hoàn thành tốt nhiệm vụ được giao, xây dựng đảng bộ trong sạch, vững mạnh gắn với xây dựng cơ quan và đoàn thể ở các cơ quan, đơn vị trong khối vững mạnh.

## Nhiệm vụ
1. Lãnh đạo, chỉ đạo các đảng bộ, chi bộ trực thuộc phát huy vai trò hạt nhân chính trị lãnh đạo cán bộ, đảng viên và công nhân viên trong cơ quan, đơn vị hoàn thành tốt nhiệm vụ được giao đúng với đường lối, chủ trương, chính sách của Đảng, pháp luật của Nhà nước; không ngừng cải tiến, nâng cao hiệu quả, hiệu suất công tác; góp ý kiến với lãnh đạo các cơ quan, đơn vị và đề xuất với Trung ương những vấn đề cần thiết nhằm bảo đảm hoàn thành nhiệm vụ chính trị của các cơ quan thuộc khối.[2]
2. Lãnh đạo các đảng bộ, chi bộ làm tốt công tác giáo dục chính trị, tư tưởng cho cán bộ, đảng viên và công nhân viên trong cơ quan, đơn vị quán triệt và chấp hành chủ trương, chính sách của Đảng, pháp luật của Nhà nước, nhiệm vụ của cơ quan, đơn vị; bồi dưỡng nâng cao trình độ kiến thức, năng lực hoạt động thực tiễn cho cán bộ, đảng viên.[2]
3. Lãnh đạo đảng bộ thực hiện công tác kiểm tra, giữ gìn kỷ luật đảng, phát hiện cán bộ, đảng viên vi phạm, ngăn chặn kịp thời những biểu hiện về tư tưởng và việc làm trái với đường lối, chính sách của Đảng, pháp luật của Nhà nước; chống quan liêu, cục bộ, gia trưởng, vi phạm về tổ chức, kỷ luật, suy thoái về tư tưởng, phẩm chất đạo đức, lối sống, tham nhũng, lãng phí và các biểu hiện tiêu cực khác; bảo đảm đoàn kết nội bộ.[2]
4. Lãnh đạo, chỉ đạo và hướng dẫn xây dựng đảng bộ, chi bộ trong sạch, vững mạnh, thực hiện đúng Điều lệ Đảng và các quy định của Trung ương về nguyên tắc tổ chức sinh hoạt đảng; bồi dưỡng cấp uỷ viên về phẩm chất, năng lực lãnh đạo; chăm lo công tác phát triển đảng viên; thực hiện việc khen thưởng và kỷ luật.[2]
5. Lãnh đạo, chỉ đạo các đảng bộ, chi bộ chăm lo xây dựng các đoàn thể trong các cơ quan, đơn vị thuộc khối bảo đảm thực hiện tốt chức năng, nhiệm vụ theo Điều lệ của các đoàn thể.[2]
6. Tham gia ý kiến về nhân sự diện Trung ương quản lý theo quy chế quản lý cán bộ của Trung ương.[2]
7. Lãnh đạo đảng bộ thực hiện các chủ trương của Trung ương về công tác bảo vệ chính trị nội bộ; nhiệm vụ quốc phòng, giữ gìn an ninh chính trị, trật tự an toàn xã hội, đề cao cảnh giác, giữ gìn bí mật của Đảng và Nhà nước.[2]

## Mối quan hệ
1. Quan hệ giữa đảng ủy khối với các Ban Đảng ở Trung ương trong khối là quan hệ phối hợp công tác, định kỳ thông báo tình hình và kế hoạch công tác hoặc khi cần thiết tổ chức họp liên tịch đảng ủy khối và lãnh đạo ban để góp ý kiến và phối hợp lãnh đạo thực hiện nhiệm vụ chuyên môn và xây dựng đảng bộ.[2]
2. Quan hệ giữa Đảng ủy khối với Đảng đoàn và Ban Cán sự Đảng trong khối là quan hệ phối hợp nhằm gắn công tác xây dựng các tổ chức đảng trong khối với xây dựng cơ quan bộ, ngành, đoàn thể thuộc khối và thúc đẩy hoàn thành nhiệm vụ chính trị. Định kỳ đảng ủy khối thông báo tình hình và chủ trương xây dựng Đảng bộ để lãnh đạo các Ban Đảng, các Đảng đoàn, Ban Cán sự Đảng trong khối chủ động có kế hoạch phối hợp và góp ý kiến; khi cần thiết có thể họp liên tịch. Đối với các cuộc họp liên tịch nói ở điểm 1 và 2, tuỳ tính chất, yêu cầu, nội dung cần phối hợp mà Đảng ủy khối hoặc lãnh đạo Ban Đảng hoặc Đảng đoàn, Ban Cán sự Đảng chủ động đề xuất và mời, sau khi đã trao đổi thống nhất trước.[2]
3. Quan hệ giữa Đảng ủy khối với các cấp ủy địa phương là quan hệ phối hợp để quản lý và kiểm tra hoạt động của đảng viên trong khối được giới thiệu về giữ mối liên hệ với đảng ủy, chi ủy nơi cư trú và tham gia sinh hoạt trên địa bàn dân cư.[2]

## Ban Thường vụ Đảng ủy Khối khóa XIII (2020 - 2025)
| STT | Họ và tên           | Chức vụ                                                                                            | Nơi công tác                        |
| 1   | Khuyết              | | Đảng ủy Khối các cơ quan Trung ương |
| 2   | Lại Xuân Lâm        | Phó Bí thư Thường trực Đảng uỷ Khối                                                                | Đảng ủy Khối các cơ quan Trung ương |
| 3   | Đỗ Việt Hà          | Phó Bí thư Đảng uỷ Khối                                                                            | Đảng ủy Khối các cơ quan Trung ương |
| 4   | Nguyễn Quang Trường | Phó Bí thư Đảng uỷ Khối                                                                            | Đảng ủy Khối các cơ quan Trung ương |
| 5   | Bùi Thanh Sơn       | Ủy viên Trung ương Đảng, Phó Thủ tướng Chính phủ, Bộ trưởng Bộ Ngoại giao                          | Bộ Ngoại giao                       |
| 6   | Nguyễn Thị Hồng     | Ủy viên Trung ương Đảng, Thống đốc Ngân hàng Nhà nước Việt Nam                                     | Ngân hàng Nhà nước Việt Nam         |
| 7   | Đinh Xuân Tùng      | Trưởng ban Dân vận Đảng ủy Khối                                                                    | Đảng ủy Khối các cơ quan Trung ương |
| 8   | Nguyễn Thành Nam    | Chủ nhiệm Ủy ban Kiểm tra Đảng ủy Khối                                                             | Đảng ủy Khối các cơ quan Trung ương |
| 9   | Nguyễn Đức Minh     | Trưởng ban Tổ chức Đảng ủy Khối                                                                    | Đảng ủy Khối các cơ quan Trung ương |
| 10  | Nguyễn Minh Chung   | Chánh Văn phòng Đảng ủy Khối                                                                       | Đảng ủy Khối các cơ quan Trung ương |
| 11  | Hà Thị Trang        | Trưởng ban Tuyên giáo Đảng ủy Khối                                                                 | Đảng ủy Khối các cơ quan Trung ương |
| 12  | Lại Xuân Môn        | Ủy viên Trung ương Đảng, Bí thư Đảng ủy, Phó Trưởng ban thường trực Ban Tuyên giáo Trung ương      | Ban Tuyên giáo Trung ương           |
| 13  | Lâm Phương Thanh    | Ủy viên Trung ương Đảng, Bí thư Đảng ủy, Phó Chánh Văn phòng thường trực Văn phòng Trung ương Đảng | Văn phòng Trung ương Đảng           |
| 14  | Trần Thị Hiền       | Phó Bí thư Đảng ủy, Phó Chủ nhiệm Ủy ban Kiểm tra Trung ương                                       | Ủy ban Kiểm tra Trung ương          |
| 15  | Đỗ Văn Phới         | Bí thư Đảng ủy, Phó Trưởng ban Dân vận Trung ương                                                  | Ban Dân vận Trung ương              |

## Cơ quan giúp việc
- Văn phòng[9]
- Ban Tổ chức[9]
- Ban Tuyên giáo[9]
- Ban Dân vận[9]
- Ủy ban kiểm tra[9]
- Đoàn Thanh niên[9]
- Trung tâm Bồi dưỡng Chính trị[9]

## Các Đảng bộ, đảng ủy trực thuộc

### Các cơ quan của Đảng
- Đảng ủy Văn phòng Trung ương Đảng
- Đảng ủy Ủy ban Kiểm tra Trung ương
- Đảng ủy Ban Tổ chức Trung ương
- Đảng ủy Ban Tuyên giáo Trung ương
- Đảng ủy Ban Nội chính Trung ương
- Đảng ủy Ban Kinh tế Trung ương
- Đảng ủy Ban Đối ngoại Trung ương
- Đảng ủy Ban Dân vận Trung ương
- Đảng ủy Học viện Chính trị Quốc gia Hồ Chí Minh
- Đảng ủy Nhà xuất bản Chính trị quốc gia - Sự thật
- Đảng ủy Báo Nhân dân
- Đảng ủy Tạp chí Cộng sản

### Các cơ quan của Quốc hội
- Đảng ủy Văn phòng Quốc hội

### Các cơ quan của Chủ tịch nước
- Đảng uỷ Văn phòng Chủ tịch nước

### Các cơ quan của Chính phủ
- Đảng ủy Bộ Công Thương
- Đảng ủy Bộ Giáo dục và Đào tạo
- Đảng ủy Bộ Giao thông Vận tải
- Đảng ủy Bộ Kế hoạch và Đầu tư
- Đảng ủy Bộ Khoa học và Công nghệ
- Đảng ủy Bộ Lao động – Thương binh và Xã hội
- Đảng ủy Bộ Ngoại giao
- Đảng ủy Bộ Nội vụ
- Đảng ủy Bộ Nông nghiệp và Phát triển nông thôn
- Đảng ủy Bộ Tài chính
- Đảng ủy Bộ Tài nguyên và Môi trường
- Đảng ủy Bộ Thông tin và Truyền thông
- Đảng ủy Bộ Tư pháp
- Đảng ủy Bộ Văn hóa, Thể thao và Du lịch
- Đảng ủy Bộ Xây dựng
- Đảng ủy Bộ Y tế
- Đảng ủy Ngân hàng Nhà nước Việt Nam
- Đảng ủy Thanh tra Chính phủ
- Đảng ủy Văn phòng Chính phủ
- Đảng ủy Ủy ban Dân tộc
- Đảng ủy Ủy ban Quản lý vốn nhà nước tại doanh nghiệp
- Đảng ủy Ban Quản lý Lăng Chủ tịch Hồ Chí Minh
- Đảng ủy Bảo hiểm Xã hội Việt Nam
- Đảng ủy Đài Truyền hình Việt Nam
- Đảng ủy Đài Tiếng nói Việt Nam
- Đảng ủy Thông tấn xã Việt Nam
- Đảng ủy Viện Hàn lâm Khoa học và Công nghệ Việt Nam
- Đảng ủy Viện Hàn lâm Khoa học xã hội Việt Nam
- Đảng uỷ Đại học Quốc gia Hà Nội
- Đảng uỷ Đại học Quốc gia Thành phố Hồ Chí Minh

### Các cơ quan khác
- Đảng ủy Tòa án nhân dân tối cao
- Đảng ủy Viện kiểm sát nhân dân tối cao
- Đảng ủy Kiểm toán Nhà nước
- Đảng ủy Ủy ban Trung ương Mặt trận Tổ quốc Việt Nam
- Đảng ủy Trung ương Đoàn Thanh niên Cộng sản Hồ Chí Minh
- Đảng uỷ Uỷ ban An toàn giao thông Quốc gia